# Gioachino Traversa
Gioachino Traversa (Bra, 1745 circa – ...) è stato un violinista e compositore italiano, allievo di Gaetano Pugnani..
Nato a Bra, in provincia di Cuneo, fu allievo di Gaetano Pugnani. Grazie al suo talnto, divenne "violinista di camera" del Principe di Carignano. Dal 1770 incominciò a lavorare a Parigi, dove si esibì in concerti e si dedicò alla composizione e alla pubblicazione delle proprie opere.
Di Traversa ci sono pervenute sei raccolte di musica: 24 Quatuors editi in quattro volumi (op. 1, 3, 4, 6), 6 Sonates per violino op. 2, un Concerto per violino op. 5. Tutte queste opere vennero stampate a Parigi tra 1770 e 1780 circa.